# Primera División 2018/2019
Soutěžní ročník Primera División 2018/19 je 88. ročníkem nejvyšší španělské fotbalové ligy Primera División (někdy zvaná také La Liga). Koná se v rozmezí 17. srpna 2018 až 26. května 2019. V tomto ročníku byl prvně použit video asistent rozhodčího (VAR).
Obhájcem mistrovského titulu z ročníku 2017/18 byla FC Barcelona, ze druhé ligy Segunda División postoupily týmy SD Huesca, Rayo Vallecano a Real Valladolid nahradíc týmy Deportivo de La Coruña, UD Las Palmas a Málaga CF.

## Konečná tabulka
| Poř. | Tým                | Z  | V  | R  | P  | VG | OG | B  |
| ---- | ------------------ | -- | -- | -- | -- | -- | -- | -- |
| 1.   | FC Barcelona       | 38 | 26 | 9  | 3  | 90 | 36 | 87 |
| 2.   | Atlético Madrid    | 38 | 22 | 10 | 6  | 55 | 29 | 76 |
| 3.   | Real Madrid        | 38 | 21 | 5  | 12 | 63 | 46 | 68 |
| 4.   | Valencia           | 38 | 15 | 16 | 7  | 51 | 35 | 61 |
| 5.   | Getafe             | 38 | 15 | 14 | 9  | 48 | 35 | 59 |
| 6.   | Sevilla FC         | 38 | 17 | 8  | 13 | 62 | 47 | 59 |
| 7.   | Espanyol Barcelona | 38 | 14 | 11 | 13 | 48 | 50 | 53 |
| 8.   | Athletic Bilbao    | 38 | 13 | 14 | 11 | 41 | 45 | 53 |
| 9.   | Real Sociedad      | 38 | 13 | 11 | 14 | 45 | 46 | 50 |
| 10.  | Betis Sevilla      | 38 | 14 | 8  | 16 | 44 | 52 | 50 |
| 11.  | Deportivo Alavés   | 38 | 13 | 11 | 14 | 39 | 50 | 50 |
| 12.  | Eibar              | 38 | 11 | 14 | 13 | 46 | 50 | 47 |
| 13.  | Leganés            | 38 | 11 | 12 | 15 | 37 | 43 | 45 |
| 14.  | Villarreal         | 38 | 10 | 14 | 14 | 49 | 52 | 44 |
| 15.  | Levante            | 38 | 11 | 11 | 16 | 59 | 66 | 44 |
| 16.  | Real Valladolid    | 38 | 10 | 11 | 17 | 32 | 51 | 41 |
| 17.  | Celta Vigo         | 38 | 10 | 11 | 17 | 53 | 62 | 41 |
| 18.  | Girona             | 38 | 9  | 10 | 19 | 37 | 53 | 37 |
| 19.  | Huesca             | 38 | 7  | 12 | 19 | 43 | 65 | 33 |
| 20.  | Rayo Vallecano     | 38 | 8  | 8  | 22 | 41 | 70 | 32 |

Poznámky:
- Z = Odehrané zápasy; V = Vítězství; R = Remízy; P = Prohry; VG = Vstřelené góly; OG = Obdržené góly; B = Body

|  | Přímý postup do Ligy mistrů UEFA 2019/20         |
|  | Přímý postup do Evropské Ligy UEFA 2019/20       |
|  | Postup do 2. předkola Evropské Ligy UEFA 2019/20 |
|  | Sestup do Segunda División                       |

Zdroj:

## Kluby
| Klub             | Město           | Stadion                       | Kapacita | Zdroje |
| ---------------- | --------------- | ----------------------------- | -------- | ------ |
| Deportivo Alavés | Vitoria-Gasteiz | Mendizorrotza                 | 19 840   | [ 3 ]  |
| Athletic Bilbao  | Bilbao          | San Mamés                     | 53 000   |        |
| Atlético Madrid  | Madrid          | Wanda Metropolitano           | 68 000   |        |
| FC Barcelona     | Barcelona       | Camp Nou                      | 99 354   |        |
| Celta Vigo       | Vigo            | Abanca-Balaídos               | 29 000   |        |
| SD Eibar         | Eibar           | Ipurua                        | 07 083   |        |
| RCD Espanyol     | Barcelona       | RCDE Stadium                  | 40 000   |        |
| Getafe CF        | Getafe          | Coliseum Alfonso Pérez        | 17 000   |        |
| Girona FC        | Girona          | Estadi Montilivi              | 13 500   |        |
| SD Huesca        | Huesca          | El Alcoraz                    | 7 638    |        |
| CD Leganés       | Leganés         | Estadio Municipal de Butarque | 12 450   |        |
| Levante UD       | Valencia        | Ciutat de València            | 26 354   |        |
| Rayo Vallecano   | Madrid          | Campo de Fútbol de Vallecas   | 14 708   |        |
| Real Betis       | Sevilla         | Benito Villamarín             | 60 721   |        |
| Real Madrid      | Madrid          | Santiago Bernabéu             | 81 044   |        |
| Real Sociedad    | San Sebastián   | Anoeta Stadium                | 32 000   |        |
| FC Sevilla       | Sevilla         | Ramón Sánchez Pizjuán         | 42 714   |        |
| Valencia CF      | Valencia        | Mestalla                      | 49 500   |        |
| Real Valladolid  | Valladolid      | Estadio José Zorrilla         | 26 512   |        |
| Villarreal CF    | Villarreal      | Estadio de la Cerámica        | 23 500   |        |

## Hráčské statistiky
| Pořadí | Hráč              | Klub               | Gólů |
| ------ | ----------------- | ------------------ | ---- |
| 1.     | Lionel Messi      | FC Barcelona       | 36   |
| 2.     | Luis Suárez       | FC Barcelona       | 21   |
| 2.     | Karim Benzema     | Real Madrid        | 21   |
| 4.     | Iago Aspas        | Celta Vigo         | 20   |
| 5.     | Cristhian Stuani  | Girona             | 19   |
| 6.     | Wissam Ben Yedder | Sevilla FC         | 18   |
| 7.     | Borja Iglesias    | Espanyol Barcelona | 17   |
| 8.     | Antoine Griezmann | Atlético Madrid    | 15   |
| 9.     | Jorge Molina      | Getafe             | 14   |
| 9.     | Jaime Mata        | Getafe             | 14   |
| 9.     | Charles           | Eibar              | 14   |
| 9.     | Raúl de Tomás     | Rayo Vallecano     | 14   |

| Pořadí | Hráč              | Klub             | Asistenti |
| ------ | ----------------- | ---------------- | --------- |
| 1.     | Pablo Sarabia     | Sevilla FC       | 13        |
| 1.     | Lionel Messi      | FC Barcelona     | 13        |
| 3.     | Jony              | Deportivo Alavés | 11        |
| 4.     | Santi Cazorla     | Villarreal       | 10        |
| 5.     | Wissam Ben Yedder | Sevilla FC       | 9         |
| 5.     | José Campaña      | Levante          | 9         |
| 7.     | Jordi Alba        | FC Barcelona     | 8         |
| 7.     | Antoine Griezmann | Atlético Madrid  | 8         |
| 9.     | Brais Méndez      | Celta Vigo       | 7         |
| 9.     | Sergi Roberto     | FC Barcelona     | 7         |
| 9.     | Arturo Vidal      | FC Barcelona     | 7         |
| 9.     | Moi Gómez         | Huesca           | 7         |
| 9.     | Daniel Parejo     | Valencia         | 7         |